# Vireda station
Vireda station var en ändstation på smalspåriga Jönköping–Gripenbergs Järnväg i Vireda. Stationshuset uppfördes 1900 och finns kvar (2023). Ursprungligen var planeringen att Gripenbergsbanan skulle ansluta till Östra stambanan i Gripenberg, en sträcka på 18,5 kilometer via Hullaryd, Degla och Linderås, men bolagets kapital räckte inte till det. Därför sökte bolaget 1899, och fick, ändring av koncessionen av Kungl. Maj:t. År 1906 diskuterades en kortare, 13 kilometer lång, förlängning från Vireda till Östra stambanan i Frinnaryd.
Banvallen från sjön Ören till Vireda är idag en omkring 2,5 kilometer lång skogsväg.